# Дубравка (Днепропетровская область)
Дубравка (укр. Дубравка) — село, Магдалиновский поселковый совет, Магдалиновский район, Днепропетровская область, Украина.
Код КОАТУУ — 1222355101. Население по переписи 2001 года составляло 239 человек.

## Географическое положение
Село Дубравка находится в 2-х км от левого берега реки Чаплинка, на расстоянии в 2 км от пгт Магдалиновка и села Евдокиевка. По селу протекает пересыхающий ручей с запрудой. Рядом проходит автомобильная дорога Т-0410.

## История
- Село Дубравка основано в 1992 году из второго отделения опытного хозяйства «Поливановка» (село Поливановка).